# Matt Garstka
Matthieu Wolfgang « Matt » Garstka, né le 27 avril 1989, est un batteur américain, plus connu pour son travail avec le groupe de metal progressif instrumental Animals As Leaders.

## Biographie
Matt Garstka, fils du guitariste professionnel Greg Garstka, est né à Hopewell (Virginie), et a grandi à Westfield (Massachusetts). Il commence à jouer de la batterie à l'âge de 8 ans. À l'âge de 12 ans, il commence à jouer avec son père, joueur de rock, de blues et de reggae. À 14 ans, Matt rencontre Jo Sallins, qui l'initie à la musique fusion, funk, latino et au jazz. Au même âge, Matt fait une apparition sur le DVD de Sallins, M. Cool. À l'âge de 16 ans, Matt commence à prendre des leçons avec Bob Gullotti. En 2006, il sort un EP avec le groupe de punk Sournoise et, en 2007, son premier album solo Lourd Volume, mettant en vedette Joel Stroetzel de Killswitch engage, Chis Regan de la FNB et Jo Sallins. Après avoir terminé le collège, Matt poursuit au Berklee College of Music. Pendant ses études à Berklee, Matt fait une tournée Africaine avec le groupe de hip hop Gokh-Bi System. En 2011, il est diplômé et déménage à Los Angeles. La même année, il apparaît dans le DVD de GospelChops.com, Hangar Sessionz Vol. 3. Peu après être arrivé à Los Angeles, Matt rencontre Tosin Abasi et rejoint son groupe Animals As Leaders,  après le départ de Navene Koperweis. Avec ce groupe, il publie l'album The Joy of Motion en 2014. En mars 2015, Garstka apparaît en couverture du magazine Modern Drummer.
Au cours de sa carrière, Garstka a joué avec des artistes tels que Rohn-Laurent, David Stolz, Tony Smith, Doug Johns, Toni Blackman, Derek Jordon et Evan Marien.

## Équipement
Garstka joue et est sponsorisé par la marque DW (Drum Workshop), et utilise des cymbales Meinl, des peaux Remo et des baguettes Vic Firth,,.